# جان کینگمن
 جان کینگمن (انگلیسی: John Kingman؛ زادهٔ ۲۸ اوت ۱۹۳۹) یک آماردان ریاضی‌دان و نظریه‌پرداز اهل انگلستان در زمینه نظریه احتمالات است. 
وی برنده جوایزی همچون مدال پادشاهی شده است.